# 5-й пограничный полк войск НКВД
5-й Краснознамённый пограничный полк войск НКВД — соединение пограничных войск НКВД СССР, принимавшее участие в Советско-финской войне.
Сокращённое наименование — 5 пп НКВД.

## История полка
Полк был создан на основании приказа НКВД СССР № 1478 от 15 декабря 1939 года. Формирование полка было осуществлено в основном за счёт личного состава Ребольского пограничного отряда.
Штатная численность полка составляла 1500 чел., также полку была придана Оперативная группа ОО НКВД СССР численностью 5 чел. На полк возлагалась охрана тыла 9-й армии и организация обороны коммуникаций 54-й стрелковой дивизии на участке от государственной границы до Корписалми во время Советско-финской войны 1939—1940 гг.
В период с 18 января по 13 марта 1940 года подразделения полка участвовали более чем в 300 боях с белофинами, понёсшими большие потери.

## Отличившиеся воины полка
За 3 месяца участия полка в боях 5 военнослужащим полка было присвоено высокое звание Героя Советского Союза, за Советско-финскую войну звание Героя Советского Союза было присвоено всего 13 пограничникам.
| Награда | Ф.И.О.                      | Должность                   | Звание               | Дата награждения | Примечания                                                                                                 |
| ------- | --------------------------- | --------------------------- | -------------------- | ---------------- | --- |
|         | Киселёв, Семён Сергеевич    | военный комиссар полка      | Батальонный комиссар | 26.04.1940       | |
|         | Кобзун, Иван Михайлович     | командир пулемётного взвода | Лейтенант            | 26.04.1940       | |
|         | Кузякин, Гавриил Васильевич | снайпер                     | Красноармеец         | 26.04.1940       | |
|         | Лужецкий, Андрей Гаврилович | командир пулемётной роты    | Старший лейтенант    | 26.04.1940       | |
|         | Петров, Григорий Петрович   | командир роты               | Старший лейтенант    | 26.04.1940       | посмертно, в составе 5-го пограничного полка, будучи прикомандированным из состава 4-го пограничного полка |

## Награды и наименования
- Орден Красного Знамени, указ Президиума Верховного Совета СССР от 26 апреля 1940 года. За образцовое выполнение боевых заданий командования на фронте борьбы с финской белогвардейщиной и проявленные при этом доблесть и мужество[8][9] (за успешное выполнение боевых заданий Правительства по охране государственных границ[10]).

## Командование полка
Командир полка — майор Новиков Александр Степанович
Военный комиссар — батальонный комиссар Киселёв, Семён Сергеевич

## Преемники
Приказом НКВД СССР № 00331 от 17 марта 1940 года «О принятии под охрану пограничными войсками государственной границы между Союзом ССР и Финляндией и мероприятиях по обеспечению охраны указанной границы» 5-й Краснознаменный пограничный полк НКВД был расформирован. На базе 5-го пограничного полка был сформирован 14-й мотострелковый полк войск НКВД, с местом дислокации Випури (Выборг). Приказом НКВД ССР № 391 от 31 мая 1941 года 14-му мотострелковому полку войск НКВД был передан орден Красного Знамени 5-го пограничного полка. В июне 1941 года 14-й Краснознамённый мотострелковый полк войск НКВД вошёл в состав вновь формируемой 21-й мотострелковой дивизии оперативных войск НКВД. 6 августа 1942 года 21-я мотострелковая дивизия, на основании постановления ГКО СССР № ГОКО-2100сс от 26 июля 1942 года и директивы Генерального штаба КА № орг/2/2172 от 2 августа 1942 года, была передана в РККА и переформирована в 109-ю стрелковую дивизию. 14-й Краснознамённый мотострелковый полк войск НКВД также был передан в РККА и 13 августа 1942 года переформирован в 602-й стрелковый полк 109-й стрелковой дивизии. Полк принимал участие в Великой Отечественной войне, закончив её как 602-й стрелковый Краснознамённый ордена Александра Невского полк, весной 1946 года был расформирован вместе с другими частями дивизии.